# Чеховка (Казахстан)
Че́ховка (каз. Чехов) — село у складі Федоровського району Костанайської області Казахстану. Входить до складу Банновського сільського округу.
Населення — 557 осіб (2021; 676 у 2009, 763 у 1999, 874 у 1989).